# Bernhard Buchbinder

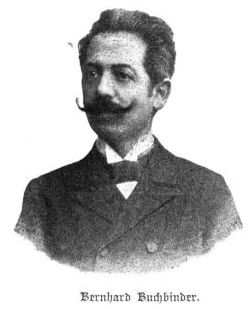
Bernhard Buchbinder (um 1896)

Bernhard Ludwig Buchbinder (geboren 7. Juli oder 20. September 1849 in Budapest, Kaisertum Österreich; gestorben 24. Juni 1922 in Wien), Pseudonym Gustav Klinger, war ein österreichisch-ungarischer Schauspieler, Journalist und Schriftsteller. Sein bekanntestes Operettenlibretto ist Die Försterchristl.

## Leben
Das Geburtsdatum von Bernhard Buchbinder wird im Totenbeschaubuch mit 7. Juli, in der Heimatrolle hingegen mit 20. September 1849 angegeben. Er war zunächst Schauspieler, dann gab er in Budapest die humoristisch-belletristische Wochenschrift Das kleine Journal heraus. Er zog 1887 nach Wien und lebte hier als Feuilletonist, unter anderem schrieb er bis 1903 für das Neue Wiener Journal. Danach arbeitete er vor allem für das Neue Pester Journal. Neben seiner journalistischen Tätigkeit verfasste Buchbinder Romane, Volksstücke und besonders Operettenlibretti in wienerischem Kolorit.

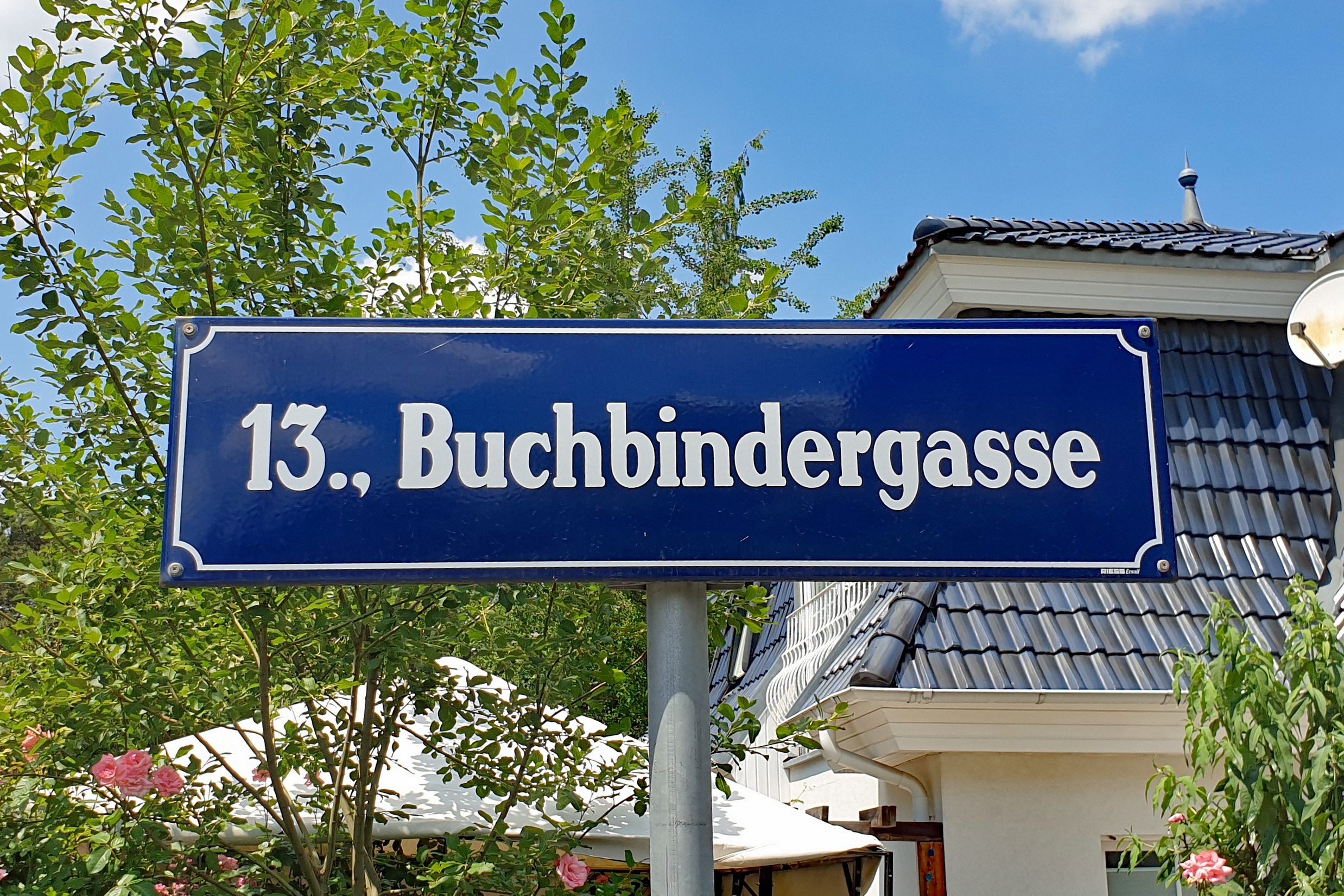
Straßenschild Buchbindergasse

Im Jahr 1955 wurde in Wien-Hietzing (13. Bezirk) die Buchbindergasse nach ihm benannt.

## Werke
- Der Satan vom Neugebäude. Roman (1884)
- Der Sänger von Palermo. Operette in 3 Akten (1888)
- Die Teufelsglocke. Oper in 3 Akten (1891)
- Eine Wiener Theaterprinzessin. Roman (1894)
- Fräulein Hexe. Operette in 3 Akten (gemeinsam mit Alfred Maria Willner, Musik von Josef Bayer)
- Die Flüchtlinge. Komische Oper in 3 Akten
- Die Küchen Comtesse. Posse mit Gesang in 3 Akten
- Die Dame vom Zirkus. Operette
- Der Kibitz. Posse mit Gesang in 3 Akten
- Der Schmetterling. Operette in 3 Akten (gemeinsam mit Alfred Maria Willner), 1896 (Musik von Charles Weinberger)
- Die Göttin der Vernunft. Operette (gemeinsam mit Alfred Maria Willner, 1897, Musik von Johann Strauss (Sohn))
- Leute von Heute. Posse mit Gesang in 3 Akten (1899, Musik von Joseph Hellmesberger junior)
- Er und seine Schwester. Posse mit Gesang in 4 Bildern (1902, Musik von Rudolf Raimann)
- Der Musikant und sein Weib. Volksstück mit Gesang in 4 Akten (1903)
- Das Wäschermädel. Operette (1905, Musik von Rudolf Raimann)
- Heirat auf Probe. Posse mit Gesang (1905 – vielleicht früher, gemeinsam mit Reiner Franz)
- Der Schusterbub. Posse mit Gesang in 4 Akten (1906)
- Die Försterchristl. Operette in 3 Akten (1907, Musik von Georg Jarno)
- Paula macht alles. Operetten-Posse in 4 Akten (1909)
- Das Musikantenmädel. Operette in 3 Akten (1910, Musik von Georg Jarno)
- Das neue Mädchen. Vaudeville in 3 Akten (1911)
- Die Frau Gretl. Posse mit Gesang in 3 Akten (1911)
- Die Marie-Gustl. Operette (1912)
- Die Wundermühle. Possenspiel in 3 Akten (1914, Musik von Bela Zerkovitz)
- Graf Habenichts. Operette in 3 Akten (um 1917)
- Jungfer Sonnenschein. Operette (1918)
- Zum goldenen Segen. Volksstück mit Gesang in 3 Akten (1921)